# Казе Албанези (Казерта)
Казе Албанези је насеље у Италији у округу Казерта, региону Кампанија.
Према процени из 2011. у насељу је живело 66 становника. Насеље се налази на надморској висини од 218 м.